# VKontakte
VKontakte ou VK (en russe : В Контакте /fkɐnˈtaktʲe/, litt. « en contact ») est un site web de réseautage social russe similaire à Facebook. Il est le réseau social le plus utilisé en Russie et, d'après Alexa Internet, c'est le site le plus visité en Biélorussie et le troisième au Kazakhstan. Il se situe au 25e rang des sites les plus visités dans le monde. C'était à l'origine un réseau social pour les étudiants et les diplômés du supérieur en Russie. Il s'est plus tard positionné, comme Facebook, en outil de communication plus généraliste pour tous les groupes sociaux et tous les âges. En novembre 2014, le site atteint plus de 57 millions de visiteurs uniques et revendique plus de 276 millions d'utilisateurs,, dont plus de 100 millions actifs dans le monde.

## Histoire
Deux facteurs ont influencé le choix du nom du réseau social :
1. Le créateur du réseau, Pavel Dourov, a modifié l'interprétation de la phrase « En contact total avec l'information » (en russe : « В полном контакте с информацией » = « V polnom kontakte s informatsiei ») qui fut un slogan publicitaire de la radio russe Écho de Moscou ;
2. Le nom du site ne devait faire aucune allusion à certaines catégories sociales d'utilisateurs. Le mot contact était idéal pour cela.

En 2012, l'un des fondateurs du site VKontakte a affirmé lors d'une interview pour le journal Izvestia (Известия) que le réseau social aurait pu s'appeler Studlist.ru. Cependant, Studlist.ru ne concernant que peu d'utilisateurs, ce nom n'a pas été choisi.
En 2014, son fondateur, Pavel Dourov est évincé. Selon lui, ce serait à cause de son refus de coopérer avec le FSB. VKontakte passe sous le contrôle d'hommes proches de Poutine, Igor Setchine et Alicher Ousmanov,,.
En juillet 2015, le site communautaire crée un service de partage de photos sur Internet nommé Snapster. L'application est téléchargeable pour les téléphones Apple et les systèmes Android.
En décembre 2021, la holding USM détenue par Alicher Ousmanov vend sa participation de 57,3 % dans VK à Sogaz, une entreprise publique d'assurance russe appartenant au groupe Gazprom-Media, la branche média et communication du groupe Gazprom, sous le contrôle des autorités russes.
En août 2022, Yandex annonce la vente de sa filiale spécialisée dans les actualités et de Zen, un site infotainment, à VKontakte, en échange Yandex acquiert la filiale de VK de livraison à domicile Delivery Club.
Alors que l'entreprise était jusque maintenant domiciliée aux Îles Vierges britanniques, la société sera redomiciliée en Russie, apprend-on en août 2023. Par la même occasion, la société quittera la bourse de Londres.

## Usage politique en Occident
Plusieurs mouvances classées à l'extrême droite ont migré ou appellent à migrer vers VKontakte au tournant des années 2017 et 2018. Il est parfois présenté comme solution de repli ou comme boycott aux intérêts des grandes firmes technologiques américaines.
Ainsi, Tristan Mendès France, enseignant au Celsa et spécialiste des nouveaux usages numériques, explique ainsi au journal 20 Minutes que des invitations à rejoindre VK se sont multipliées au sein de l'alt-right américaine, à la suite des évènements de Charlottesville aux États-Unis qui ont « poussé les géants du Web à sévir ». 
En France, Alain Soral, Dieudonné ou encore Boris Le Lay ont opté pour le réseau social russe à la suite de la suppression de leurs comptes Facebook, Instagram, YouTube, ou encore du déréférencement de leurs sites par Google.